# Поррас Кортес, Густаво
Густаво Эдуардо Поррас Кортес (исп. Gustavo Eduardo Porras Cortés; 11 октября 1954 года, Манагуа, Никарагуа) — никарагуанский политик, государственный и профсоюзный деятель. С 2017 года — председатель Национальной ассамблеи Никарагуа.

## Биография
Окончил Педагогический институт Манагуа, Национальный автономный университет Никарагуа в Леоне, где получил диплом врача общей практики, Центральноамериканский университет по специальности «Бизнес-администрирование», Университет Чили. С 1996 года возглавляет кафедру внутренних болезней медицинского факультета Национального автономного университета Никарагуа в Манагуа.
В 1984 году был избран генеральным секретарем Федерации работников здравоохранения (FETSALUD), в 1996 году занял должность национального координатора Национального фронта трудящихся (FNT) и стал членом национального управления Сандинистского фронта национального освобождения.
С 2002 года является депутатом Национальной ассамблеи Никарагуа, 9 января 2017 года был избран председателем парламента.
С 2019 года находится под санкциями США и Канады как причастный к преследованию инакомыслящих в Никарагуа и подавлению демократических прав и свобод. После президентских выборов в Никарагуа в 2021 году санкции в отношении Густаво Порраса Кортеса ввела Великобритания и Европейский союз.